# Томас Чарльтон (єпископ)

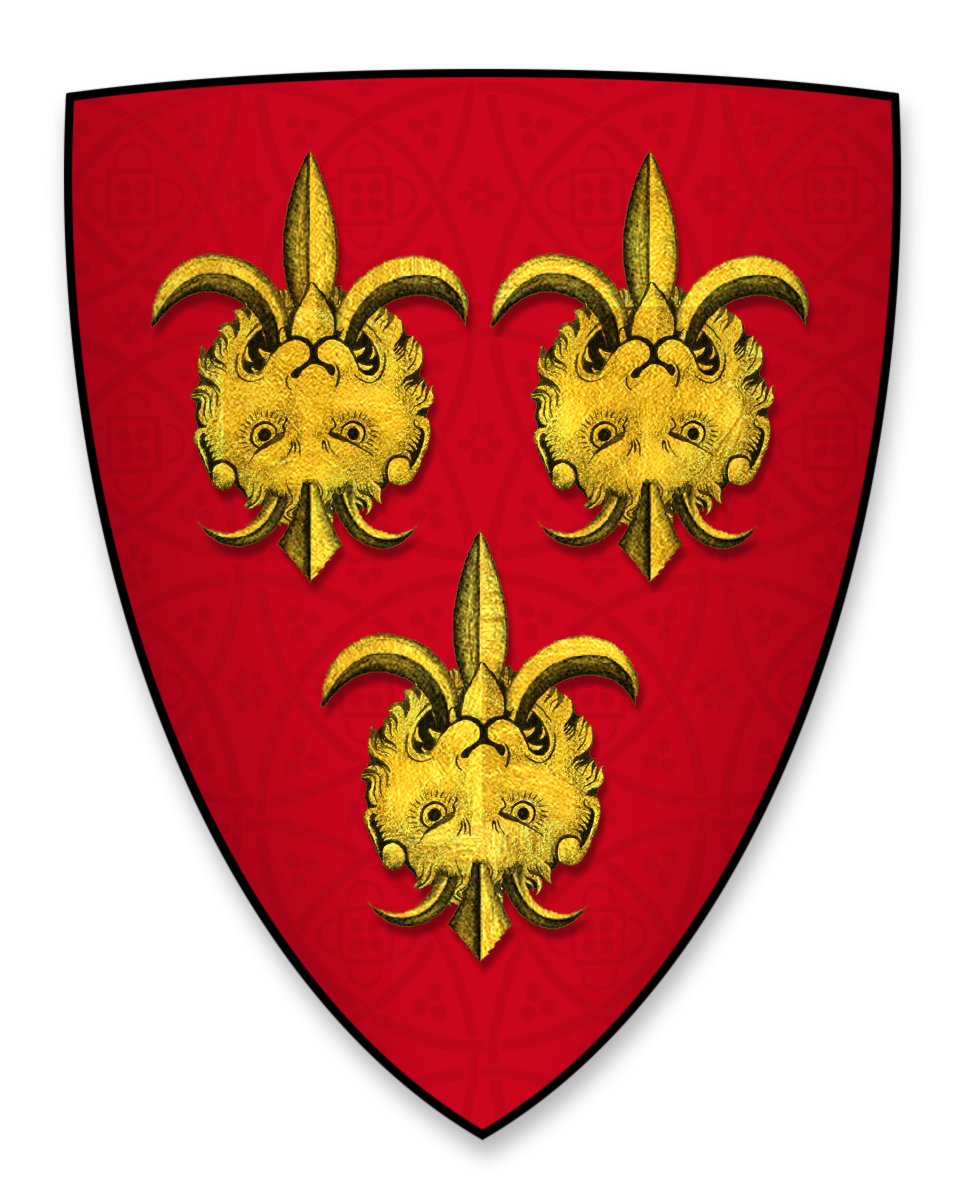
Герб єпископів Герефорду.

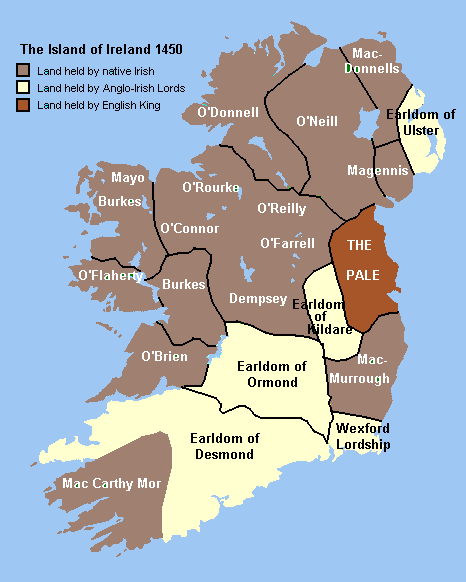
Ірландія в середні віки. Показані англійські володіння, володіння графів Ормонд та Фіцджеральд, володіння незалежних ірландських кланів та королівств.

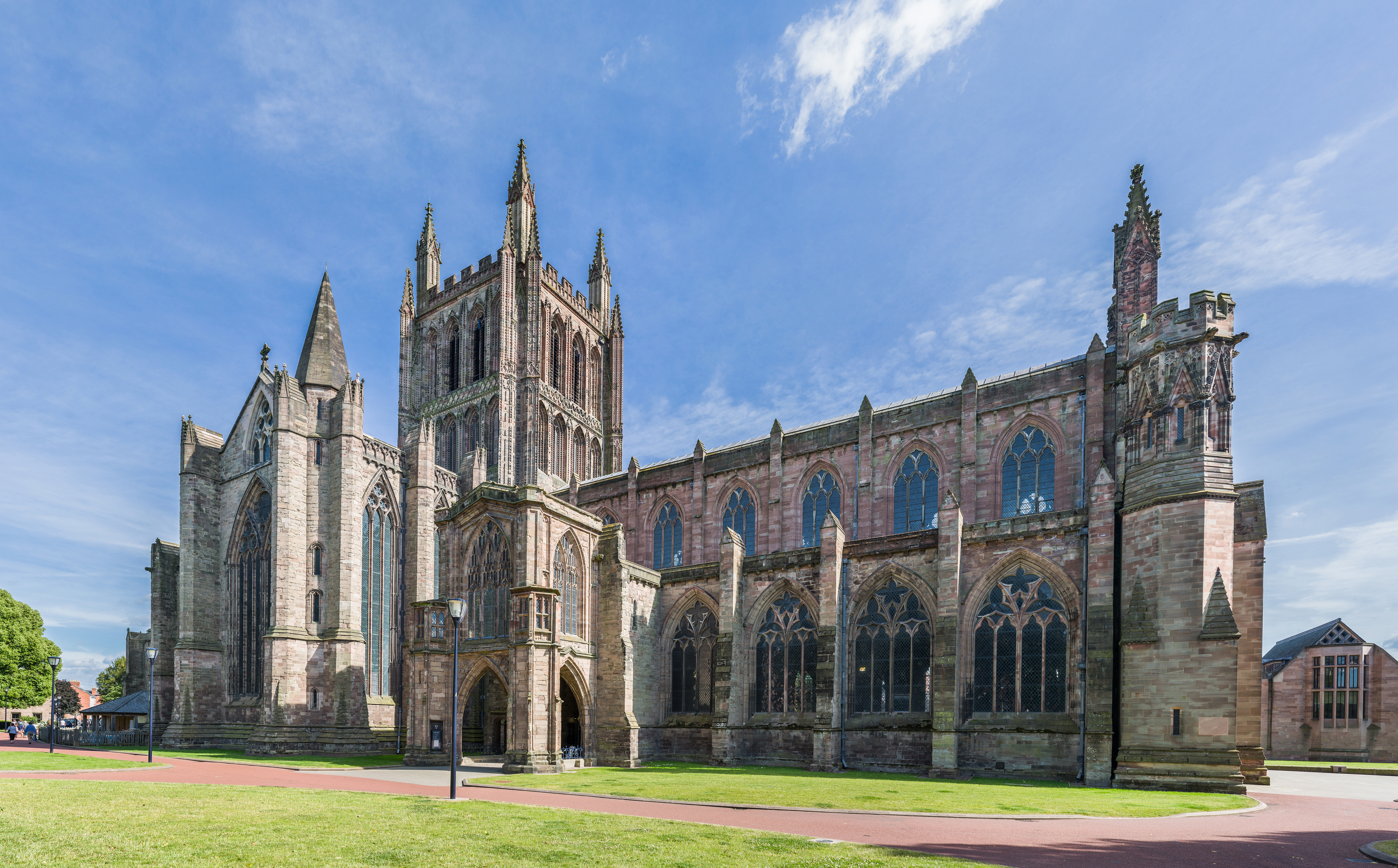
Кафедральний собор Герефорду, Англія.

Томас Чарльтон (англ. Thomas Charlton) (1292 — помер 11 січня 1344) — англійський та ірландський державний та церковний діяч, політик, суддя, юрист, часів правління королів Англії та Ірландії Едварда ІІ та Едварда ІІІ, єпископ Герефорду, Верховний лорд-скарбник Англії, лорд-охоронець Великої Державної Печатки Англії, лорд-канцлер Ірландії. Похований у Герефордському соборі в Герефорді, Герефордшир, Англія.

## Життєпис

### Родина
Томас Чарльтон народився поблизу Веллінгтона, графство Шропшир, Англія. Рік народження його невідомий. Він був молодшим сином Роберта де Чарльтона з Аплі, дрібного землевласника. Старшим братом Томаса був Джон Чарльтон, І барон Чарльтон, який став відомим державним діячем. Обидва брати були при дворі короля Англії та Ірландії Едуарда II, і Томас Чарльтон отримав численні церковні преференції від короля.
Виконавцями заповіту Томаса Чарльтона були: Алан Чарльтон, лицар, Джон Чарльтон Молодший, лицар; Вільям де Шейнтон, Річард де Сіденхейл, Генрі Шіптон, Адам Есгер і Алан Веніз.

### Початок кар'єри
Томас Чарльтон отримав посаду лорд-охоронця Великої Державної Печатки Англії і володів цією посадою з 1316 по 1320 рік. 25 вересня 1327 року Томаса Чарльтона було призначено єпископом Герефорда та було освячено його 18 жовтня 1327 року.

### Служба в Ірландії
У 1337 році його брат Джон був призначений юстиціарем Ірландії, і Томас Чарльтон супроводжував його до Ірландії як лорд-канцлер Ірландії. Англійська корона доручила йому розслідувати очевидну неадекватність і корумпованість ірландських судів загального права, а також уповноважив усунути ірландських суддів і призначити англійських суддів на заміну. Схоже, що його місія не увінчалася успіхом, оскільки більшість існуючих суддів, зокрема сумнозвісний корумпований Саймон Фіцрічард, головний суддя Ірландської спільної судової палати, зуміли відстояти свої посади. Джон залишив посаду юстиціарія Ірландії в 1338 році після суперечки, а Томас Чарльтон перейшов з посади лорд-канцлера Ірландії на посаду custos rotulorum Ірландії — охоронець рукописів Ірландії (юридична посада). На той час це була найвища юридична державна посада в Ірландії.
Чарльтон також обіймав посаду Верховного лорд-скарбника Англії з 2 липня 1328 року до 16 вересня 1329 року.